# قصة سندريلا: إذا كان الحذاء يناسب
قصة سندريلا: إذا كان الحذاء يناسب (بالإنجليزية: A Cinderella Story: If the Shoe Fits)‏ هو فيلم كوميدي أمريكي للمراهقين 2016 من إخراج ميشيل جونستون وبطولة صوفيا كارسون وتوماس لو وجنيفر تيلي،إنها النسخة الرابعة من سلسلة قصة سندريلا. تم إصدار الفيلم رقميًا في 2 أغسطس 2016 ، وعلى نسخة DVD في 16 أغسطس 2016.  تم عرضه لأول مرة على Freeform في 27 تشرين الثاني (نوفمبر) 2016 ، حيث تم مشاهدته مِن قِبل 1.11 مليون مشاهد.  كما تم بثه على قناة ديزني في 16 يناير 2017 وشاهده 2.13 مليون مشاهد.
«تيسا» (صوفيا كارسون)، التي أجبرت على مرافقة زوجة أبيها الشريرة وأخواتها في تجربة موسيقية سندريلا للعمل كمساعدة لهم. بينما في المسابقة، تدرك تيسا أن لديها ما يلزم لتكون سندريلا القادمة، وعلى الرغم من التردد في البداية، قررت أن الوقت قد حان لتتبع قلبها وجعل أحلامها تصبح حقيقة، لذلك فهي تتنكر على شكل أخر. لكن زوجة أبيها تتعرف عليها وتتبعها احداث كوميدية ودرامية.

## روابط خارجية
- قصة سندريلا: إذا كان الحذاء يناسب على موقع IMDb (الإنجليزية)
- قصة سندريلا: إذا كان الحذاء يناسب على موقع روتن توميتوز (الإنجليزية)
- قصة سندريلا: إذا كان الحذاء يناسب على موقع ألو سيني (الفرنسية)
- قصة سندريلا: إذا كان الحذاء يناسب على موقع Turner Classic Movies (الإنجليزية)
- قصة سندريلا: إذا كان الحذاء يناسب على موقع فيلمافينيتي (الإسبانية)
- قصة سندريلا: إذا كان الحذاء يناسب على موقع قاعدة بيانات الفيلم (الإنجليزية)
- قصة سندريلا: إذا كان الحذاء يناسب على موقع ليتربوكسد (الإنجليزية)
- قصة سندريلا: إذا كان الحذاء يناسب على موقع كينوبويسك (الروسية)